# Royal Blood
Royal Blood — британський рок-гурт із Брайтона, сформований в 2011 році. У звучанні гурту поєднується блюз-рок і гаражний рок.

## Історія
Група, що складається з бас-гітариста і вокаліста Майка Керра і ударника Бена Тетчера, була утворена в Вортінгу в 2013 році і дала свій перший концерт через два дні після свого заснування, коли Керр повернувся з Австралії. Протягом літа 2013-го ударник Arctic Monkeys Мет Хелдерс носив футболку з символікою дуету під час фестивалю Гластонбері. Перший сингл групи під назвою «Out of the Black» вийшов 11 листопада. На стороні B була інша пісня дуету під назвою «Come On Over».
У листопаді 2013 року було анонсовано, що дует буде розігрівати Arctic Monkeys на двох наступних виступах в травні 2014 року, а в грудні 2013 дует був номінований на Sound of 2014 від BBC.
У 2015 році група перемогла в NME Awards у номінаціях «Best Live Band» та «Best New Band».

## Учасники
- Майк Керр — вокал, бас-гітара
- Бен Тетчер — ударні

## Дискографія

### Студійні альбоми
- Royal Blood (2014)
- How Did We Get So Dark? (2017)
- Typhoons (2021)
- Back to the Water Below (2023)

### Мініальбоми
- Out of the Black (2014)

## Нагороди і номінації
| Рік  | Нагорода                           | Категорія                          | Результат | Прим.  |
| ---- | ---------------------------------- | ---------------------------------- | --------- | ------ |
| 2014 | BBC                                | Sound of 2014                      | Номінація | [ 9 ]  |
| 2014 | Mercury Prize                      | Album of the Year                  | Номінація | [ 10 ] |
| 2015 | NME Awards                         | Best Live Band                     | Перемога  | [ 11 ] |
| 2015 | NME Awards                         | Best New Band                      | Перемога  | [ 11 ] |
| 2015 | Brit Awards                        | Best British Group                 | Перемога  | [ 12 ] |
| 2015 | Kerrang! Awards                    | Best British Newcomer              | Перемога  | [ 13 ] |
| 2015 | MTV Europe Music Awards            | Best Rock                          | Номінація | [ 14 ] |
| 2015 | MTV Europe Music Awards            | Best Push Act                      | Номінація | [ 14 ] |
| 2015 | Q Awards                           | Best Live Act                      | Перемога  | [ 15 ] |
| 2015 | Classic Rock Magazine Awards       | Album of the Year                  | Номінація | [ 16 ] |
| 2015 | GMA Awards Global Metal Apocalypse | Breakthrough Non-Metal band/artist | Перемога  | [ 17 ] |
| 2015 | UK Music Video Awards              | Best Rock/Indie Video — UK         | Перемога  | [ 18 ] |
| 2015 | UK Music Video Awards              | Best Animation In A Video          | Перемога  | [ 18 ] |
| 2015 | UK Music Video Awards              | Best Editing In A Video            | Перемога  | [ 18 ] |
| 2016 | NME Awards                         | Best British Band                  | Номінація | [ 19 ] |
| 2016 | NME Awards                         | Best Live Band                     | Номінація | [ 19 ] |
| 2017 | LOS40 Music Awards                 | LOS40 Blackjack Artist Award       | Номінація | [ 20 ] |
| 2017 | MTV Europe Music Awards            | Best Rock                          | Номінація | [ 21 ] |
| 2017 | UK Music Video Awards              | Best Rock/Indie Video — UK         | Перемога  | [ 22 ] |
| 2017 | UK Music Video Awards              | Best Visual Effects in a Video     | Номінація | [ 22 ] |
| 2018 | Brit Awards                        | Best British Group                 | Номінація | [ 23 ] |
| 2018 | Kerrang! Awards                    | Best British Band                  | Номінація | [ 24 ] |
| 2018 | UK Music Video Awards              | Best Rock/Indie Video — UK         | Номінація | [ 25 ] |
| 2018 | UK Music Video Awards              | Best Live Concert                  | Номінація | [ 25 ] |